# Francesco Cavrioli

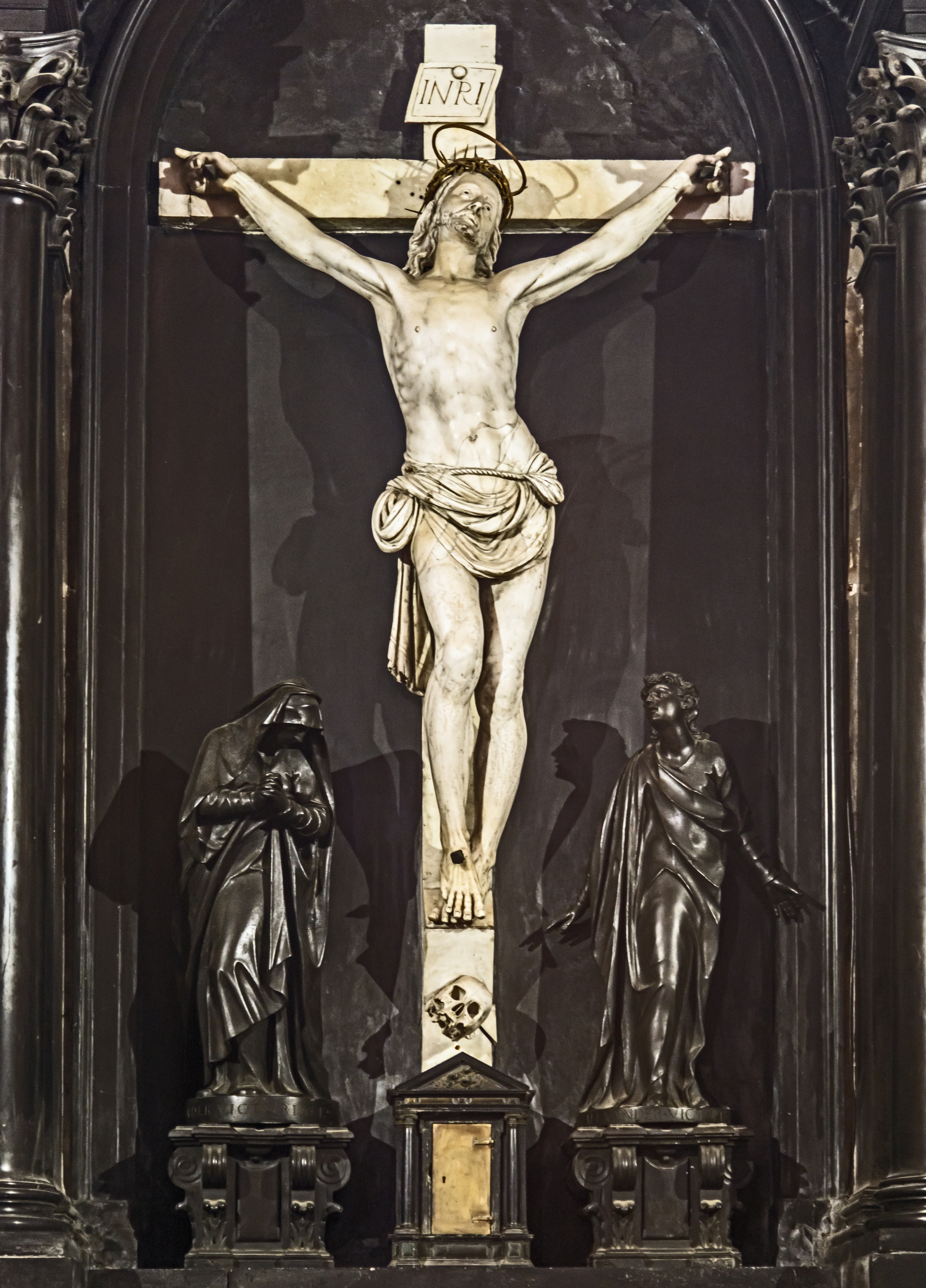
Francesco Cavrioli (attribuito), Crocifisso, XVII secolo, Basilica dei Santi Giovanni e Paolo, Venezia

Francesco Cavrioli (Serravalle, 1600 circa – Venezia, settembre 1670) è stato uno scultore italiano.

## Biografia
Mancano completamente notizie sulla sua formazione sebbene i suoi lavori rivelino una formazione veneziana. La prima informazione è la notizia che all'inizio del 1632 aveva terminato quattro angeli per l'altare maggiore dei Santi Giovanni e Paolo, lavoro che lo mise in contatto con Longhena. Per lo stesso altare gli è assegnata la statua di San Paolo, e nella stessa chiesa il Crocifisso sull'altare del Vittoria nella Cappella dei Morti. Sempre con Longhena eseguì alcuni lavori per la basilica della Salute nel 1637, dove oltre a capitelli e alette eseguì le due Sibille sopra il portale principale. Scolpì la statua rappresentante Venezia (1644) sulla scalinata del convento di San Giorgio Maggiore, alcune statue (assieme a Clemente Molli) per l'altare maggiore di San Pietro di Castello ed Il Cristo Risorto ai Tolentini, unico pezzo di un più grosso ordinativo non portato a termine a causa della morte. Eseguì anche le allegorie della Prudenza e della Magnanimità (1663) sul timpano del Monumento a Gerolamo Cavazza progettato nel 1657 da Giuseppe Sardi alla Madonna dell'Orto.